# جيم روان
جيم روان (بالإنجليزية: Jim Rowan)‏ (29 يونيو 1934 في المملكة المتحدة - 21 يونيو 2015) هو مدرب كرة قدم ولاعب كرة قدم بريطاني في مركز مهاجم داخلي. لعب مع دونفرملين أثلتيك ونادي بارتيك ثيسل ونادي سلتيك ونادي فالكيرك ونادي كلايد ونادي أردريونيانز ونادي ستيرلينغ ألبيون.

## وصلات خارجية
- جيم روان على موقع قاعدة بيانات كرة القدم.إي يو (الإنجليزية)